# Кузнецов, Кирилл Викторович
Кирилл Викторович Кузнецов (род. 27 марта 1997 года, Красноярск) — российский регбист, полузащитник схватки (скрам-хав).

## Биография
В регби привёл друг. Первый тренер Кравченко Виктор Николаевич. В дальнейшем продолжил обучаться регби в системе «Енисея-СТМ». На юношеском уровне стал победителем первенства страны среди регбистов до 17 лет (попытка в финале), а также стал победителем первенства России по регби-7 среди юниоров до 20 лет«ЕНИСЕЙ-СТМ» — ПОБЕДИТЕЛЬ ПЕРВЕНСТВА РОССИИ ПО РЕГБИ-7. В то время его партнерами были будущие игроки сборной России Будыченко, Чурашов. В дальнейшем попал в дубль «Красного Яра». Хорошо себя проявлял и перед стартом сезона 2019 года привлекался к тренировкам с основой. Из-за Кубка Мира 2019 года, для подготовки к которому из команды было вызвано 11 игроков, дебютировал в главной команде (выходил в основном на краю веера). Выходы на замену в основе чередовал с игрой за дубль. В полуфинале Высшей лиги против ЦСКА показал отличную игру и занёс попытку, чем привлёк к себе внимание скаутов «армейцев». В апреле 2020 после прохождения сборов подписал полноценный контракт. В новом клубе дебютировал в матче 1-го тура сезона 2020/2021 против «Стрелы» выйдя на замену вместо Иустина Петрушки.
В начале 2025 года в возрасте 27 дет завершил карьеру регбиста.

## Статистика
Актуально на 03.02.2021. Еврокубки считаются по календарному году.